# Dead as Dreams
Dead as Dreams (engl. ‚Tot wie Träume‘) ist das einzige Album der amerikanischen Extreme-Metal-Band Weakling.

## Entstehung

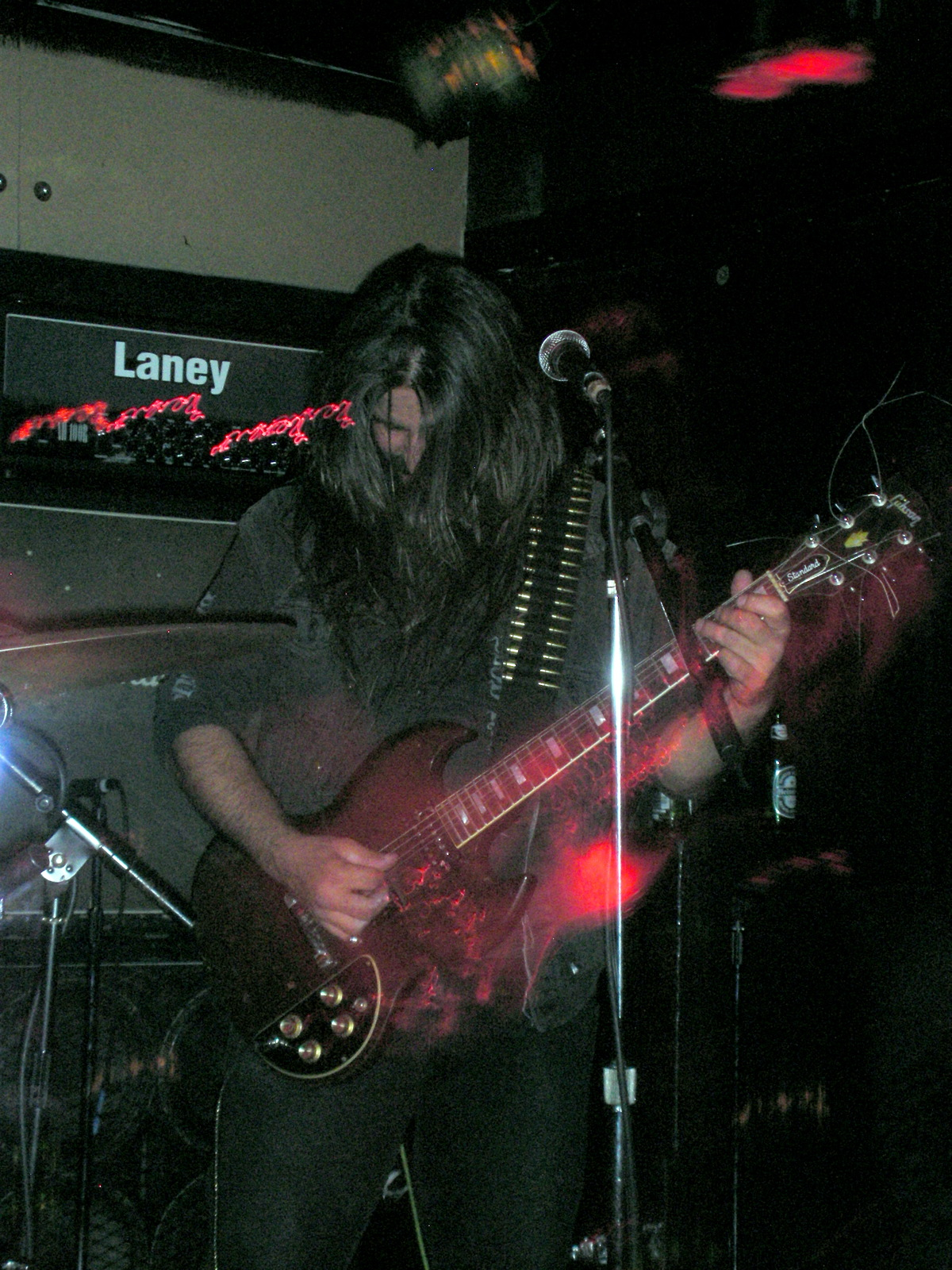
John Gossard (2006)

Dead as Dreams wurde im Dezember 1998 unter der Regie von Josh Smiths Bandkollege Tim Green in seinen Louder Studious (u. a. The Melvins, Red Sparowes) in San Francisco aufgenommen.

## Titelliste
1. Cut Their Grain and Place Fire Therein – 10:28
2. Dead as Dreams – 20:39
3. This Entire Fucking Battlefield – 14:47
4. No One Can be Called as a Man While He’ll Die – 13:09
5. Desasters in the Sun – 17:06

## Musik und Texte
Weaklings Stil wird als eigenständig beschrieben erinnert allerdings auch an norwegische Bands wie Darkthrone, Burzum, Mayhem und Immortal und wurde auch mit der schwedischen Death-/Progressive-Metal-Band Opeth verglichen.
Die Texte sind nicht im Beiheft abgedruckt und bis heute nicht veröffentlicht. Laut Gossard gibt es keine vollständigen Texte; es gebe keine abgedruckten Texte, da er nicht wisse, wie sie lauten. Bei Live-Aufnahmen seien die Texte anders als auf dem Album. Oftmals spreche er dabei nichtmal Worte aus. Das Konzept eines Liedes bleibe aber dasselbe.

“Weakling always had a couple sentences here and there, generally one per section. I would have a concept what the section was about. […] It was open-ended. The concept is war – vague things.  […]The passionate argument is the moving thing. I could be singing about killing Jews, or killing niggers, or killing whitey, or killing corporate America... it’d be equally valid or invalid. My point has nothing to do with propaganda.”

„Weakling hatte immer ein paar Sätze hier und da, allgemein einen pro Sektion. Ich hätte ein Konzept, wovon die Sektion handelte. […] Es hatte ein offenes Ende. Das Konzept ist Krieg – vage Dinge. […] Das leidenschaftliche Argument ist die Sache mit der Bewegung. Ich könnte darüber singen, Juden zu töten, oder Nigger zu töten, oder Weißnasen zu töten, oder Konzernamerika zu töten … es wäre gleich gültig oder ungültig. Mein Punkt hat nichts mit Propaganda zu tun.“

Der symbolhafte Titel Cut Their Grain and Place Fire Therein (engl. ‚Schneide ihr Getreide und platziere/lege Feuer darin‘) bezieht sich laut John Gossard auf die Kriegstaktik der Verbrannten Erde.

## Gestaltung

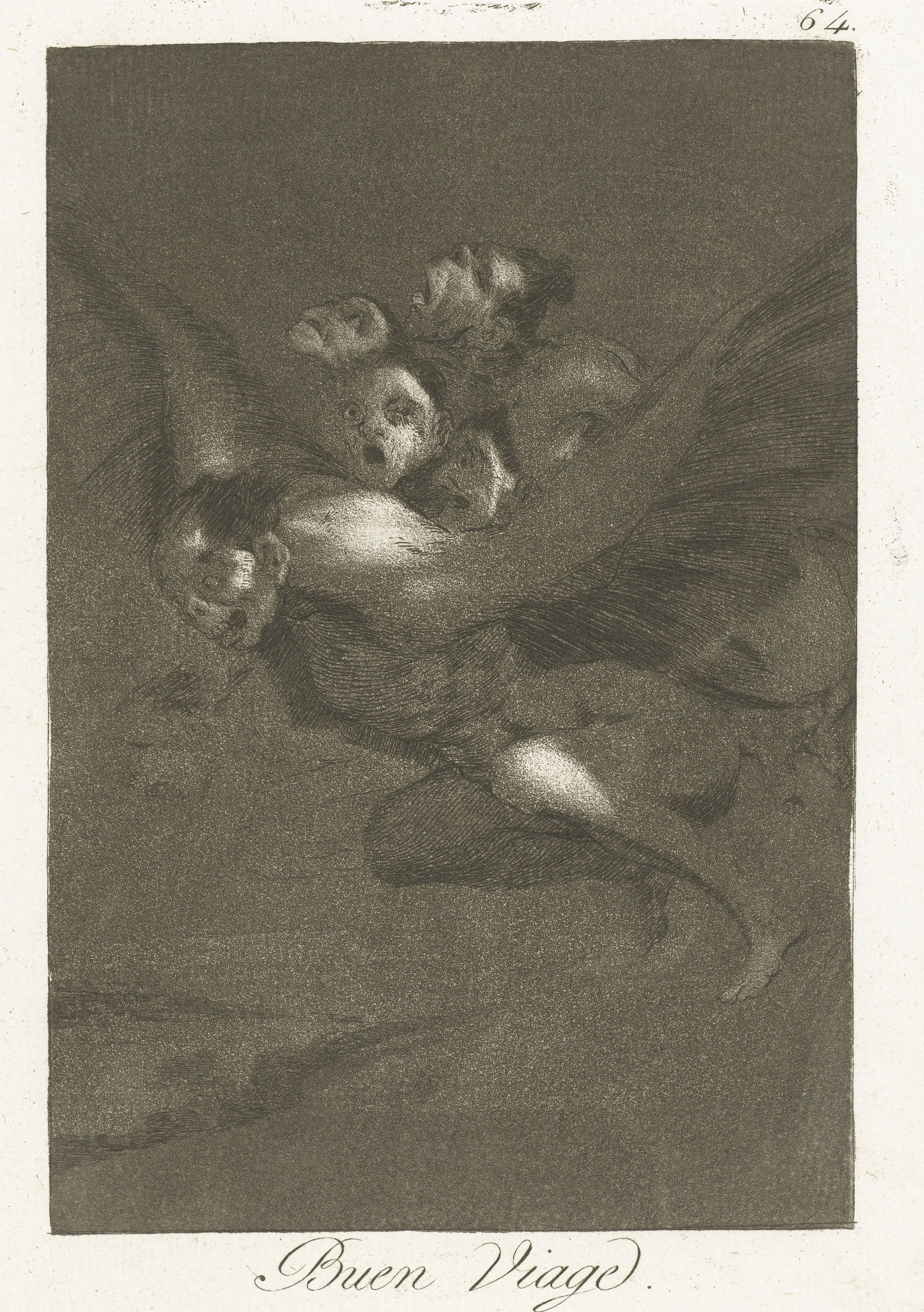
Francisco de Goya: Buen Viaje

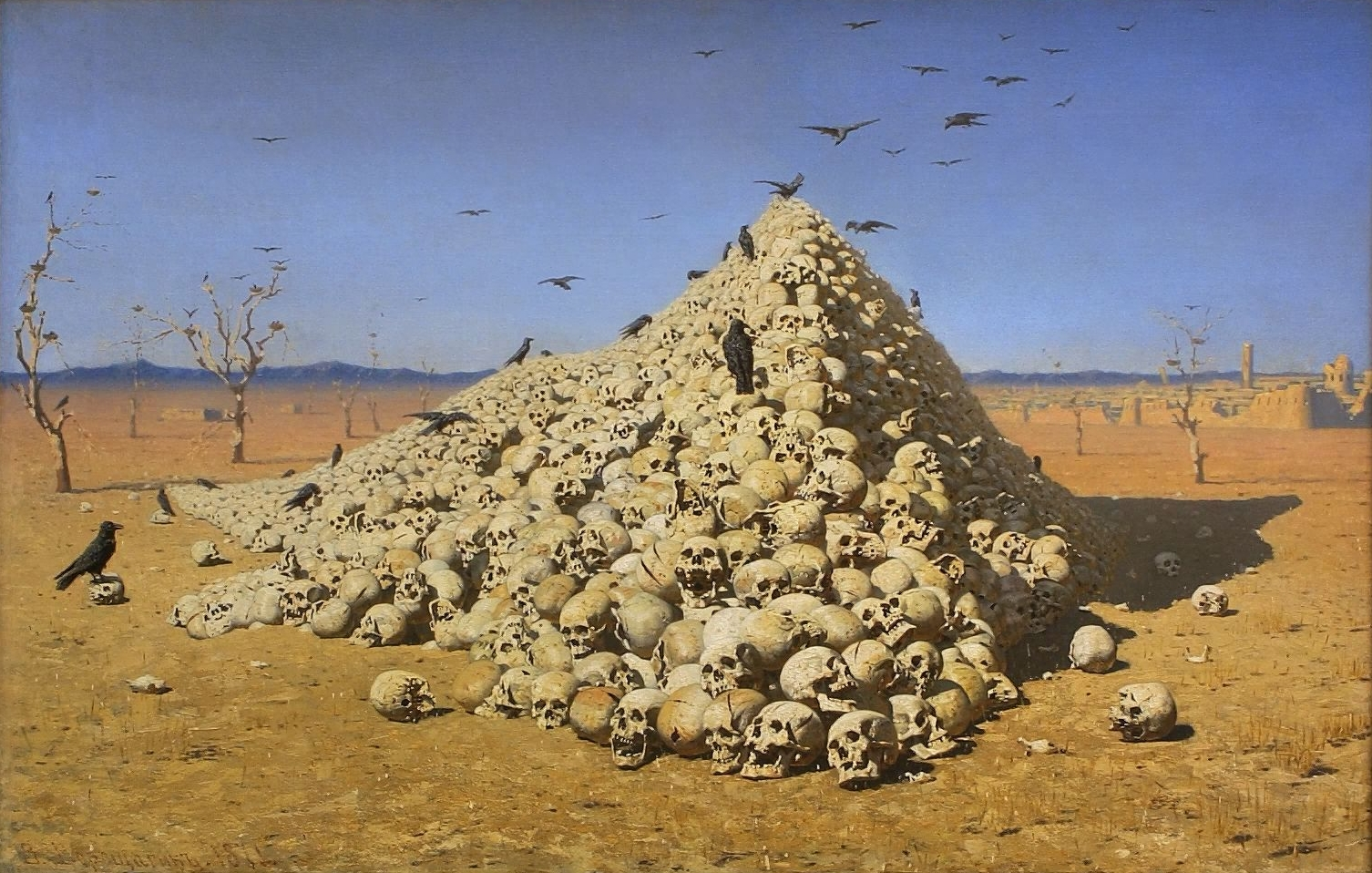
Wassili Wassiljewitsch Wereschtschagin: Apotheose des Kriegs

Die Gestaltung des Albums ist allgemein in dunklem rot bis rotbraun gehalten. Das Covermotiv zeigt neben Bandlogo und Albumtitel einen Ausschnitt aus Francisco de Goyas Buen Viaje von 1799. Als Beiheft- bzw. Gatefold-Gestaltung wurde das Werk Apotheose des Kriegs (1871) des russischen Kriegsmalers Wassili Wassiljewitsch Wereschtschagin verwendet. Die Rückseite zeigt eine Zeichnung von 1917, deren Motiv der Tod und eine alte Frau ist (vermutlich von Ernst Petrich). Alle Werke sind an die rötliche Grundfarbe der Gestaltung angepasst; die Angaben der beteiligten Personen sind in Frakturschrift verfasst. Die Kassettenversion erschien mit alternativer, schwarz-weiß gehaltener Gestaltung. Hier findet das symbolistische Werk Erzengel (1894) des belgischen Malers und Mystikers Jean Delville Verwendung.

## Versionen
Dead as Dreams erschien im Jahr 2000 posthum auf dem amerikanischen Independent-Label tUMULt als CD (Auflage: 4000) und Doppel-LP (Auflage: 500). Das von Vigridr (Nihil Nocturne) betriebene deutsche Independent-Label N:C:U veröffentlichte das Album im Jahr 2003 als Kassette mit alternativer Gestaltung in einer Auflage von 300 Kopien. Mittlerweile gilt die DLP-Version des Albums bei Plattensammlern als Rarität, so erreicht der Verkaufswert beim Onlineauktionshaus eBay im Durchschnitt mehr als 130 US-Dollar.

## Rezeption
Das Album erhielt in Magazinen und Fanzines fast ausschließlich positive Kritiken:

„Dead As Dreams is not an easy album to get into, not only because it's emotionally demanding but also since it takes a bunch of listens just to get a handle on all the songwriting twists and turns, but it's a worthwhile investment for anyone interested in hypnotic, epic metal.“

„Weakling vereinen ambivalente Stimmungselemente zu einem apokalyptischen, aber nicht am Maßstab der Brutalität zu messenden, mal melodischen, mal disharmonischen Konglomerat.“

„The shocking depth of emotion, sheer musical ability and keenness of ear for all things destructive displayed on this masterpiece should be the goal for all black metal bands wishing to transcend mediocrity.“

„Ich weiss nicht, ob Dead As Dreams das beste Album aller Zeiten ist. Aber wenn ich es höre, dann ist es zweifellos das einzige Album in meinem Universum.“

„From the unearthly trance-like drumming to the churning black metal passages peppered with agonizing doom crawls and psychadelic [sic!] noise, listening to Dead as Dreams is indeed a plunge into the abyss. The best black metal album of the year.“